# WMS Industries
WMS Industries è stata una azienda statunitense, produttrice di macchine da gioco e per l'intrattenimento. Fondata nel 1943 da Harry E. Williams come Williams Manufacturing Company, è diventata Williams Electronics Inc. nel 1974, e WMS Industries, Inc. dal 1987: WMS è una abbreviazione di Williams. Nel 2013, WMS è diventata una consociata interamente controllata da Scientific Games. Nel 2016, WMS è stata fusa in Scientific Games, che nel 2022 si è ribattezzata Light & Wonder.
L'azienda, che ha sede nell'Illinois, è celebre per la sua produzione di flipper, ma anche per diversi videogiochi arcade, quasi tutti presentati durante la cosiddetta età dell'oro: fra questi ultimi Defender, Joust, Robotron: 2084.
Attualmente l'azienda produce esclusivamente macchine per il gioco d'azzardo come slot machine e video poker, sotto il nome WMS Gaming. I diritti dei videogiochi prodotti nel corso degli anni sono in mano a Midway Games, mentre quelli dei flipper sono di proprietà di The Pinball Factory.

## Storia
Harry Williams, laureato in ingegneria a Stanford, entrò nell'industria dei divertimenti a gettoni nel 1933 e contribuì a rendere popolari diverse importanti innovazioni del flipper come il meccanismo di inclinazione, i buchi di punteggio alimentati elettricamente e la capacità di vincere una partita gratuita raggiungendo un determinato punteggio. Dopo aver lavorato per una serie di aziende tra cui Pacific Amusement Manufacturing, Rock-Ola e Exhibit Supply, entrò in affari con Lyndon Durant nel 1942 sotto il nome di United Manufacturing. Dopo una rottura con Durant, Williams fondò la Williams Manufacturing Company nel 1943 al 161 West Huron Street a Chicago, Illinois.
I primi sette prodotti erano una macchina per la predizione del futuro chiamata Selector Scope (1944), due giochi elettromeccanici (EM), Periscope (1944) e Liberator (1944), una novità chiamata Zingo (1944), una conversione del flipper chiamata Flat- Top (1945), un altro gioco arcade EM, Circus Romance (1945) e una seconda conversione del flipper chiamata Laura (1945). Le due conversioni di flipper (Flat-Top e Laura) sono state realizzate acquistando flipper più vecchi realizzati da altre società e modificando le illustrazioni e altri elementi sul campo di gioco. La mancanza di materie prime durante la seconda guerra mondiale rese difficile e costosa la produzione di nuove macchine.
Il primo dispositivo di divertimento completamente originale realizzato da Williams era un flipper senza pinne (le appendici utilizzate solitamente per ribattere la pallina evitando che esca dal piano di gioco) chiamato Suspense (1946). Durante la fine degli anni Quaranta e l'inizio degli anni Cinquanta, Williams continuò a produrre flipper e occasionali giochi di bat-and-ball. Nel 1950, Williams produsse Lucky Inning, il loro primo flipper con le pinne inferiori rivolte verso l'interno in modo moderno.

## Acquisizione da parte di Scientific Games
WMS si è fusa con Scientific Games nell'ottobre 2013, diventando una consociata interamente controllata da Scientific Games. Scientific Games ha pagato 1,5 miliardi di dollari per WMS e gli azionisti di WMS hanno ricevuto 26 dollari per azione. L'anno successivo, Scientific Games acquisì anche Bally Technologies, il successore delle attività di slot machine originali della Bally Manufacturing. Nel 2016, WMS è stata riorganizzata e completamente fusa in Scientific Games. Nel 2022, Scientific Games ha scorporato le sue omonime operazioni terminali della lotteria e ha preso il nome Light & Wonder. WMS viene mantenuto come marchio di L&W, insieme a Bally e Shuffle Master.
Nel 1948, Williams vendette il 49% della sua azienda a un distributore di Filadelfia di nome Sam Stern, che divenne vicepresidente e assunse gran parte della gestione quotidiana dell'azienda. Nel 1959, Stern orchestrò l'acquisizione di Williams da parte della Consolidated Sun Ray, un conglomerato di vendita al dettaglio di New York che gestiva drugstore e discount, che ribattezzò la società Williams Electronic Manufacturing Corporation. Harry Williams se ne andò dopo l'acquisizione, anche se lavorò occasionalmente per l'azienda. L'ultimo gioco che ha progettato per la Williams è stato anche uno degli ultimi giochi elettromeccanici, Rancho (1977).